# Liste der Bodendenkmale in Großräschen
In der Liste der Bodendenkmale in Großräschen sind alle Bodendenkmale der brandenburgischen Stadt Großräschen und ihrer Ortsteile aufgelistet. Grundlage ist die Veröffentlichung der Landesdenkmalliste mit dem Stand vom 31. Dezember 2020. Die Baudenkmale sind in der Liste der Baudenkmale in Großräschen aufgeführt.
|    | Gemarkung          | Flur | Kurzansprache | Bodendenkmalnummer | Bemerkung        | Bild |
| -- | ------------------ | ---- | --- | ------------------ | ---------------- | ---- |
| 1  | Allmosen (Lage)    | 1    | Gräberfeld Bronzezeit | 80039              |                  |      |
| 2  | Allmosen (Lage)    | 1    | Dorfkern deutsches Mittelalter, Dorfkern Neuzeit                                                                                                 | 80040              |                  |      |
| 3  | Barzig (Lage)      | 2    | Rast- und Werkplatz Mesolithikum, Siedlung Bronzezeit                                                                                            | 80220              |                  |      |
| 4  | Barzig (Lage)      | 2    | Dorfkern deutsches Mittelalter, Dorfkern Neuzeit                                                                                                 | 80221              |                  |      |
| 5  | Dörrwalde (Lage)   | 2    | Dorfkern deutsches Mittelalter, Dorfkern Neuzeit, Friedhof Neuzeit, Kirche Neuzeit                                                               | 80069              |                  |      |
| 6  | Dörrwalde (Lage)   | 2    | Landwehr deutsches Mittelalter, Landwehr Neuzeit                                                                                                 | 80070              |                  |      |
| 7  | Freienhufen (Lage) | 3    | Wüstung deutsches Mittelalter | 80063              | Wüstung Nossedil |      |
| 8  | Freienhufen (Lage) | 1    | Dorfkern deutsches Mittelalter, Dorfkern Neuzeit, Kirche deutsches Mittelalter, Kirche Neuzeit, Friedhof deutsches Mittelalter, Friedhof Neuzeit | 80073              |                  |      |
| 9  | Großräschen (Lage) | 2    | Dorfkern deutsches Mittelalter, Dorfkern Neuzeit, Kirche deutsches Mittelalter, Kirche Neuzeit, Friedhof deutsches Mittelalter, Friedhof Neuzeit | 80245              |                  |      |
| 10 | Großräschen (Lage) | 2, 5 | Dorfkern deutsches Mittelalter, Dorfkern Neuzeit                                                                                                 | 80246              |                  |      |
| 11 | Großräschen (Lage) | 8    | Dorfkern deutsches Mittelalter, Dorfkern Neuzeit                                                                                                 | 80248              |                  |      |
| 12 | Wormlage (Lage)    | 5    | Gräberfeld Bronzez | 80209              |                  |      |
| 13 | Wormlage (Lage)    | 6    | Friedhof deutsches Mittelalter, Dorfkern deutsches Mittelalter, Kirche Neuzeit, Dorfkern Neuzeit, Kirche deutsches Mittelalter, Friedhof Neuzeit | 80210              |                  |      |
| 14 | Woschkow (Lage)    | 1    | Friedhof deutsches Mittelalter, Dorfkern deutsches Mittelalter, Kirche Neuzeit, Dorfkern Neuzeit, Kirche deutsches Mittelalter, Friedhof Neuzeit | 80207              |                  |      |
| 15 | Woschkow (Lage)    | 1    | Dorfkern Neuzeit, Dorfkern deutsches Mittelalter                                                                                                 | 80208              |                  |      |